# 1942年3月3日月食
1942年3月3日月食为一次在协调世界时1942年3月3日出現的月全食。該次月食半影食分為2.613、全影食分為1.566。偏食維持了110分，全食維持48分。

## 概述
這次月食的食分是10.88，偏食維持了110分，全食維持48分。

## 基本參數
- 類型：月全食
- 食甚資料：
  - 日期：1942年3月3日
  - 時間：0:21
  - 月球位置：赤經10.88度、赤緯7.0度
  - 食分：半影食分：2.613、全影食分：1.566
  - 持續時間：偏食110分、全食48分

## 外部連結
- NASA月食專頁（页面存档备份，存于）（英文）